# Augochloropsis luederwaldti
Augochloropsis luederwaldti là một loài Hymenoptera trong họ Halictidae. Loài này được Moure mô tả khoa học năm 1940.